# Pont-de-Vaux (tổng)
Tổng Pont-de-Vaux là một tổng của Pháp nằm ở tỉnh Ain trong vùng Rhône-Alpes.

## Địa lý
Tổng này được tổ chức xung quanh Pont-de-Vaux ở quận Bourg-en-Bresse. Độ cao ở đây từ 167 m (Reyssouze) đến 218 m (Chavannes-sur-Reyssouze) với độ cao trung bình 196 m.
2 personnages importants: le général Joubert et le peintre pré- impressionniste Antoine Chintreuil

## Hành chính
| Giai đoạn | Ủy viên          | Đảng | Tư cách |
| --------- | ---------------- | ---- | ------- |
| 2008-2014 | Henri Guillermin | UMP  |         |
| 2001-2008 | Henri Guillermin | RPR  |         |

## Số đơn vị
Tổng Pont-de-Vaux groupe 12 xã và có dân số 7 625 dân (theo điều tra dân số năm 1999, số lượng không tính trùng).
| Xã                          | Dân số | Mã bưu chính | Mã insee |
| --------------------------- | ------ | ------------ | -------- |
| Arbigny                     | 332    | 01190        | 01016    |
| Boissey                     | 202    | 01380        | 01050    |
| Boz                         | 359    | 01190        | 01057    |
| Chavannes-sur-Reyssouze     | 580    | 01190        | 01094    |
| Chevroux                    | 657    | 01190        | 01102    |
| Gorrevod                    | 561    | 01190        | 01175    |
| Ozan                        | 467    | 01190        | 01284    |
| Pont-de-Vaux                | 2 004  | 01190        | 01305    |
| Reyssouze                   | 715    | 01190        | 01323    |
| Saint-Bénigne               | 817    | 01190        | 01337    |
| Saint-Étienne-sur-Reyssouze | 386    | 01190        | 01352    |
| Sermoyer                    | 545    | 01190        | 01402    |

## Biến động dân số
| 1962                                                     | 1968  | 1975  | 1982  | 1990  | 1999  |
| -------------------------------------------------------- | ----- | ----- | ----- | ----- | ----- |
| 6 812                                                    | 7 202 | 6 990 | 7 066 | 7 286 | 7 625 |
| Nombre retenu à partir de 1962 : dân số không tính trùng |       |       |       |       |       |